# Entre Dois Bosques
Entre Dois Bosques (em latim: inter duos lucos) é uma expressão latina utilizada com duas acepções, ambas referentes a Roma. Em sua primeira acepção, era o nome de um distrito ou rua do monte Célio, mencionada uma única vez, onde a Casa de Tétrico estava localizada. Provavelmente correspondeu, grosso modo, ao sítio da atual Basílica dos Santos Quatro Mártires Coroados e o espaço entre ela e a Via de Santo Estêvão Redondo.
Em sua segundo acepção, Entre Dois Bosques era o nome por vezes atribuído à depressão situada no Monte Capitolino, entre o Capitólio e a Cidadela, onde Rômulo teria estabelecido o Asilo e onde mais adiante fora edificado o Templo de Vejóvis. Pelo tempo de Cícero parece que teria sido quase uma área aberta. Por vezes o termo é aplicado como sinônimo do Asilo.

## Localização
| Planimetria do Capitólio antigo |
| --- |
| Area capitolina Arx Fórum Romano Fóruns imperiais Velabro Templo de Júpiter Capitolino Tabulário Templo de Juno Moneta Teatro de Marcelo Fórum Holitório Templo de Belona Templo de Júpiter Ferétrio Templo de Vejóvis Auguráculo Iseu Templo de Júpiter Guardião (?) Templo da Concórdia (?) Templo de Júpiter Conservador Cabana de Rômulo Altar Templo Tensário Templo de Júpiter Tonante Clivo Capitolino "Cem Passos" Porta Pandana Templo de Jano Templo de Juno Sóspita Templo de Esperança Templo de Augusto Asilo "Entre Dois Bosques" Vico Jugário Campo de Marte Pórtico dos Deuses Harmoniosos Templo de Vespasiano Templo da Concórdia Tuliano Clivo Argentário Templo de Vênus Ericina Templo de Mente (?) Templo de Fides (?) Templo de Ops (?) Arco de Cipíão Templo de Saturno Basílica Júlia |